# Trehörningen (Sunne socken, Värmland, 665705-134063)
Trehörningen är en sjö i Sunne kommun i Värmland och ingår i Göta älvs huvudavrinningsområde.